# Municipio de Zihuateutla
El municipio de Zihuateutla es uno de los 217 municipios del estado mexicano de Puebla. Se localiza en la parte norte del estado, y forma parte de la región económica de Huauchinango. Su cabecera es el pueblo de Zihuateutla

## Toponimia
El nombre del municipio es de origen náhuatl. Puede entenderse por lo menos con dos significados: por un lado, podría ser derivado de cíhuatl=mujer; téotl=dios, ser poderoso; y la desinencia locativa -tlan, tan frecuente en la toponimia de origen náhuatl. En este sentido, podría significar Lugar de la mujer diosa o Lugar de la mujer gobernante. Por otra parte también podría referirse a las cihuateteo, que en la mitología náhuatl eran los espíritus de las mujeres muertas en parto, a las que se concebía como guerreras por haber capturado al nuevo ser en su seno.que hace leche

## Geografía

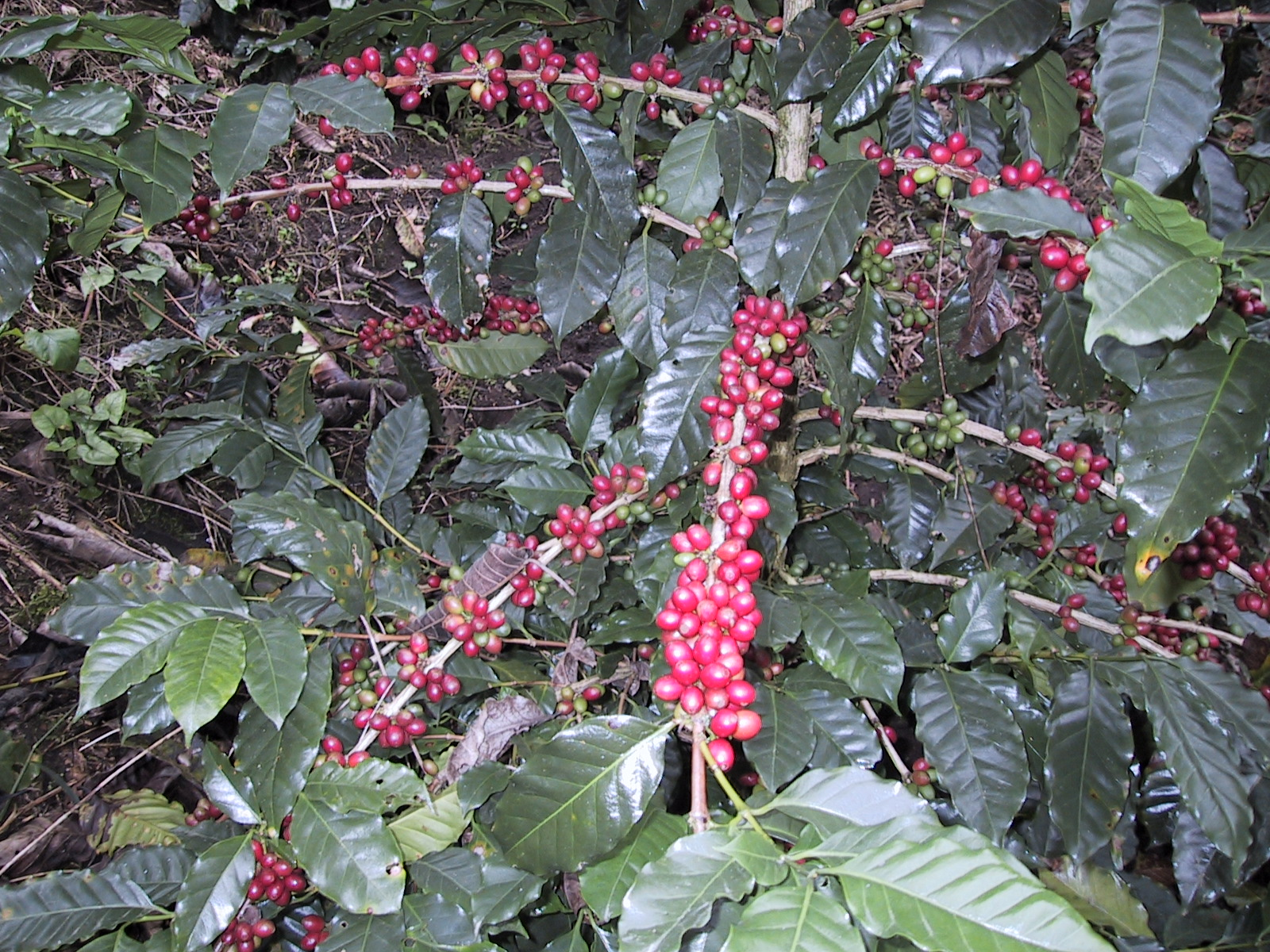
Planta con fruto de café maduro ("café cereza").

Zihuateutla es uno de los municipios que conforman la región geoeconómica de Huauchinango, que ocupa la mitad oriental de la Sierra Norte de Puebla. La economía está basada en la agricultura del
café y ganadería. Este municipio tiene una superficie de 177,33 km². Limita al norte con Xicotepec; al este, con el estado de Veracruz; al sur, con Tlaola y Jopala; y al oeste, con Xicotepec y Huauchinango Ubicado en la vertiente oriental de la sierra, en la zona que desciende hacia la llanura que ocupa el Totonacapan, el relieve del territorio está marcado por la presencia de la Sierra Norte de Puebla, que constituye el extremo meridional de la Sierra Madre del Sur. Por esta razón, los suelos del municipio están compuestos de una importante cantidad de materiales de origen volcánico. Las alturas máximas del territorio alcanzan los 1200 m s. n. m., aunque en las cañadas la altitud es menor por mil metros.
Los ríos que nacen en Zihuateutla forman parte de dos subcuencas hidrológicas. Por una parte se encuentran los afluentes del río Cazones y por la otra, los tributarios del río Tecolutla. En muchas ocasiones, la lluvias —que alcanzan su mayor magnitud en verano y otoño— ocasionan desbordamientos de los ríos y reblandecimiento de la tierra, lo que ha dado lugar a varios desastres naturales.